# 121街車站 (BMT牙買加線)
121街車站（英語：121st Street station）是美國紐約地鐵BMT牙買加線的隔站停靠高架地鐵站，位於皇后區121街及牙買加大道交界，設有Z線（僅繁忙時段的尖峰方向停站）與J線（任何時候停站（繁忙時段的尖峰方向除外））列車服務。此站的曼哈頓方向月台在2017年2月至2018年初關閉翻新。

## 車站結構
| P 月台層 | 側式月台 | 側式月台 |
| P 月台層 | 西行慢車 | ← 往寬街 (111街) ← 早上繁忙時段往寬街 (104街) ← 早上繁忙時段不停靠                                                                                             |
| P 月台層 | 尖峰快車 | 無軌道或道床 |
| P 月台層 | 東行慢車 | → 往牙買加中心-帕森斯／射手 (蘇特芬林蔭路-射手大道-JFK機場) → → 黃昏繁忙時段往牙買加中心-帕森斯／射手 (蘇特芬林蔭路-射手大道-JFK機場) → → 黃昏繁忙時段不停靠 → |
| P 月台層 | 側式月台 | |
| M        | 夾層     | 閘機、車站詢問處、Metrocard自動售票機 |
| G        | 街道層   | 出入口 |

此高架車站在1918年7月3日啟用，由布魯克林聯合高架鐵路啟用。此站設有兩個側式月台和兩條軌道，中央留有快車軌道空間，但從未增設。
此站是牙買加線最東面的車站。此站以東，列車將下降至地下進入BMT射手大道線。自1985年4月15日至1988年12月10日期間興建射手大道線時，此站是牙買加大道高架鐵路的總站。高架鐵路的盛餘部分由Q49線巴士取代，直至射手大道線全線通車。
此站的曼哈頓方向月台關閉翻新至2018年初。

## 外部連結
- nycsubway.org—BMT Jamaica Line: 121st Street
- Station Reporter — J Train
- The Subway Nut — 121st Street Pictures（页面存档备份，存于）
- 121st Street entrance from Google Maps Street View
- 123rd Street entrance from Google Maps Street View
- Platforms from Google Maps Street View（页面存档备份，存于）